# Antonio Gavilánes
Antonio Gavilánes (* 22. September 1976 in Vitoria-Gasteiz) ist ein ehemaliger spanischer Eishockeyspieler, der den Großteil seiner Karriere beim CH Gasteiz in der Spanischen Superliga unter Vertrag stand.

## Karriere
Antonio Gavilánes begann seine Karriere als Eishockeyspieler in seiner baskischen Heimatstadt beim CH Gasteiz, für dessen erste Mannschaft er in der Saison 2000/01 sein Debüt in der Spanischen Superliga gab. Nach einem Jahr beim CH Txuri Urdin kehrte er 2011 in die baskische Hauptstadt zurück und konnte mit seinem Stammverein 2013 den ersten spanischen Meistertitel in der Vereinsgeschichte erringen. Anschließend beendete er seine Karriere.

### International
Für Spanien nahm Gavilánes an den Weltmeisterschaften der Division II 2001, 2002, 2003, 2004, 2005, 2007, 2008, 2009 und 2012, als er zum besten Spieler seiner Mannschaft gewählt wurde, sowie an der Weltmeisterschaft der Division I 2011 teil.

## Erfolge und Auszeichnungen
- 2013 Spanischer Meister mit dem CH Gasteiz